# 2002-es Formula–1 monacói nagydíj
A monacói nagydíj volt a 2002-es Formula–1 világbajnokság hetedik futama, amelyet 2002. május 26-án rendeztek meg a monacói városi pályán.

## Futam
Az időmérőn Juan Pablo Montoya győzött David Coulthard és Schumacher előtt. A rajtnál a skót megelőzte Montoyát, Schumacher viszont nem tudta megelőzni a kolumbiait, így előbb kihívták boxkiállására. Montoya autója nem sokkal ezután motorhiba miatt leállt. A versenyt Coulthard nyerte Schumacher előtt.
| Helyezés | Rajtszám | Versenyző             | Csapat/Motor     | Futott kör | Idő/Kiesés oka | Rajthely | Pont |
| -------- | -------- | --------------------- | ---------------- | ---------- | -------------- | -------- | ---- |
| 1        | 3        | David Coulthard       | McLaren-Mercedes | 78         | 1h45:39,055    | 2        | 10   |
| 2        | 1        | Michael Schumacher    | Ferrari          | 78         | + 1,050        | 3        | 6    |
| 3        | 5        | Ralf Schumacher       | Williams-BMW     | 78         | + 1:07,450     | 4        | 4    |
| 4        | 14       | Jarno Trulli          | Renault          | 77         | + 1 kör        | 7        | 3    |
| 5        | 9        | Giancarlo Fisichella  | Jordan-Honda     | 77         | + 1 kör        | 11       | 2    |
| 6        | 20       | Heinz-Harald Frentzen | Arrows-Cosworth  | 77         | + 1 kör        | 12       | 1    |
| 7        | 2        | Rubens Barrichello    | Ferrari          | 77         | + 1 kör        | 5        |      |
| 8        | 7        | Nick Heidfeld         | Sauber-Petronas  | 76         | + 2 kör        | 17       |      |
| 9        | 16       | Eddie Irvine          | Jaguar-Cosworth  | 76         | + 2 kör        | 21       |      |
| 10       | 17       | Pedro de la Rosa      | Jaguar-Cosworth  | 76         | + 2 kör        | 20       |      |
| 11       | 23       | Mark Webber           | Minardi-Asiatech | 76         | + 2 kör        | 19       |      |
| 12       | 21       | Enrique Bernoldi      | Arrows-Cosworth  | 76         | + 2 kör        | 15       |      |
| Ki       | 24       | Mika Salo             | Toyota           | 69         | Fékhiba        | 9        |      |
| Ki       | 8        | Felipe Massa          | Sauber-Petronas  | 63         | Baleset        | 13       |      |
| Ki       | 12       | Olivier Panis         | BAR-Honda        | 51         | Ütközés        | 18       |      |
| Ki       | 15       | Jenson Button         | Renault          | 51         | Ütközés        | 8        |      |
| Ki       | 6        | Juan Pablo Montoya    | Williams-BMW     | 46         | Motorhiba      | 1        |      |
| Ki       | 11       | Jacques Villeneuve    | BAR-Honda        | 44         | Mechanika      | 14       |      |
| Ki       | 4        | Kimi Räikkönen        | McLaren-Mercedes | 41         | Ütközés        | 6        |      |
| Ki       | 22       | Alex Yoong            | Minardi-Asiatech | 29         | Baleseti kár   | 22       |      |
| Ki       | 10       | Szató Takuma          | Jordan-Honda     | 22         | Kicsúszás      | 16       |      |
| Ki       | 25       | Allan McNish          | Toyota           | 15         | Baleset        | 10       |      |

## A világbajnokság élmezőnyének állása a verseny után
| H  | Versenyzők         | Pont | H  | Konstruktőrök    | Pont |
| -- | ------------------ | ---- | -- | ---------------- | ---- |
| 1. | Michael Schumacher | 60   | 1. | Ferrari          | 72   |
| 2. | Juan Pablo Montoya | 27   | 2. | Williams-BMW     | 54   |
| 3. | Ralf Schumacher    | 27   | 3. | McLaren-Mercedes | 24   |
| 4. | David Coulthard    | 20   | 4. | Renault          | 11   |
| 5. | Rubens Barrichello | 12   | 5. | Sauber-Petronas  | 8    |

## Statisztika
Vezető helyen:
- David Coulthard: 78 (1-78)

David Coulthard 12. győzelme, Juan Pablo Montoya 5. pole-pozíciója, Rubens Barrichello 5. leggyorsabb köre.
- McLaren 135. győzelme.

A 2002-es Formula–1 világbajnokságban ez volt az utolsó verseny amit nem ferraris versenyző nyert meg.